# جايسون سميث (سياسي)
جايسون سميث (بالإنجليزية: Jason T. Smith)‏ هو فلاح ومحامي وسياسي أمريكي، ولد في 16 يونيو 1980 في سانت لويس في الولايات المتحدة. حزبياً، نشط في الحزب الجمهوري.

## مناصب
- في انتخابات مجلس النواب الأمريكي 2012، انتخب عضو مجلس النواب الأمريكي عن دائرة Missouri's 8th congressional district [الإنجليزية]‏ وقد انضم خلال فترته النيابية (4 يونيو 2013 – 3 يناير 2015) للكتلة البرلمانية الحزب الجمهوري.
- في انتخابات مجلس النواب الأمريكي 2014 [الإنجليزية]‏، انتخب عضو مجلس النواب الأمريكي عن دائرة Missouri's 8th congressional district [الإنجليزية]‏ وقد انضم خلال فترته النيابية [الإنجليزية]‏ (6 يناير 2015 – 3 يناير 2017) للكتلة البرلمانية الحزب الجمهوري.
- في انتخابات مجلس النواب الأمريكي 2016، انتخب عضو مجلس النواب الأمريكي عن دائرة Missouri's 8th congressional district [الإنجليزية]‏ وقد انضم خلال فترته النيابية [الإنجليزية]‏ (3 يناير 2017 – 3 يناير 2019) للكتلة البرلمانية الحزب الجمهوري.
- انتخب عضو مجلس النواب الأمريكي.
- انتخب عضو مجلس نواب ولاية ميسوري (2005 – 2013).

## وصلات خارجية
- الموقع الرسمي